# 톰 드레이크
톰 드레이크(Tom Drake, 1918년 8월 5일 ~ 1982년 8월 11일)는 미국의 배우, 텔레비전 배우, 영화배우이다.

## 영화
- 더티 댄싱 (1987년)
- 악몽의 602편 (1976년)
- 그린 호넷 (1974년)
- 닥터 웰비 (1969년)
- 제12순찰대 (1968년)
- 영웅과 살인자 (1968년)
- 도요새 (1965년)
- 싱잉 넌 (1965년)
- 워락 (1959년)
- 선셋 77번가 (1958년)
- 페리 메이슨 (1957년)
- 애정이 꽃피는 나무 (1957년) - 바비 드레이크 역
- 디즈니랜드 (1954년)
- 클라이막스! (1954년)
- 크리스마스 소원 (1950년)
- 서스펜스 (1949년)
- 벨브디어씨 대학가다 (1949년)
- 워즈 앤 뮤직 (1948년)
- 힐즈 오브 홈 (1948년)
- 아윌 비 유어스 (1947년)
- 래시의 용기 (1946년)
- 자라가는 시절 (1946년)
- 더 화이트 클리프스 오브 도버 (1944년)
- 파킹튼 부인 (1944년) - 네드 탤봇 역
- 세인트 루이스에서 만나요 (1944년) - 존 트루잇 역
- 자매와 수병 (1944년)